# Cornelis Saftleven

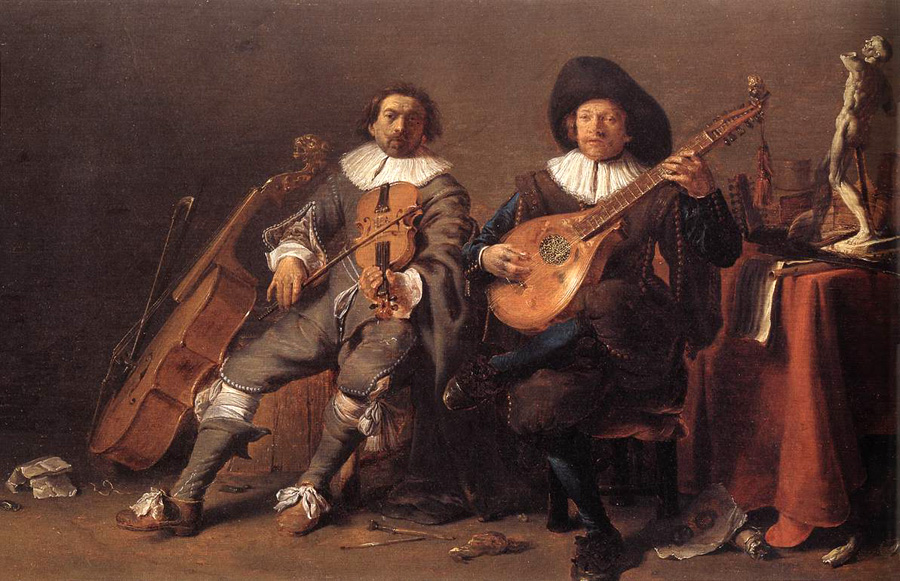
Het Duet, ca. 1635

Cornelis Hermansz. Saftleven (Gorinchem, ca. 1607 - Rotterdam, begraven 4 juni 1681) was een Nederlands kunstschilder, telg uit een kunstenaarsfamilie. Hij werd - net als zijn broer Herman Saftleven - opgeleid door zijn vader, Herman Saftleven de Oude.
Tussen 1632 en 1634 was hij werkzaam in Antwerpen, waar hij beïnvloed werd door Adriaen Brouwer en David Teniers I. Vervolgens was hij actief in Utrecht en vanaf 1637 in Rotterdam, waar hij in 1667 deken van het Sint-Lucasgilde werd. Hij schilderde voornamelijk interieurs en landschappen. Willem Kalf was waarschijnlijk een leerling van Saftleven.
Het is bekend dat Rubens op bepaalde stukken van Saftleven de figuren had geschilderd. Een achttal schilderijen van Saftleven behoorden tot de collectie van Rubens. Naast Rubens had hij ook contact met Antoon van Dyck.

## Cornelis Saftleven in Antwerpen
Cornelis Saftleven verbleef het grootste deel van zijn leven in Rotterdam. Het was de stad waar Cornelis, net als zijn broers Herman II en Abraham, tot schilder werd opgeleid door zijn vader Herman I. Het overlijden van Herman I in 1627 betekende het begin van zijn carrière als zelfstandig schilder.  
Toch duurde het tot 1637 vooraleer Cornelis zich definitief in Rotterdam vestigde en een eigen atelier opstartte. Tijdens die tienjarige periode resideerde Cornelis onder meer in Utrecht, waar hij actief was in het atelier van zijn jongere broer Herman II. Opmerkelijker is zijn verblijf in Antwerpen, dat gesitueerd wordt van 1632 tot 1634 en dat mogelijkerwijs gepaard ging met een samenwerking met Peter Paul Rubens (1577-1640). 
Niettegenstaande de faam die Rubens genoot, lijkt zijn impact op de verdere ontwikkeling van Cornelis’ oeuvre geringer dan men in eerste instantie zou vermoeden. De onduidelijkheden omtrent de samenwerking wijzen erop dat het grote belang van die Antwerpse periode elders dient te worden gezocht.

## Saftleven en Rubens
De belangrijkste bron die spreekt in het voordeel van een samenwerking met Rubens is een staat van goederen opgesteld naar aanleiding van Rubens’ overlijden in 1640.  Onder de meesters bezittingen zouden zich acht schilderijen hebben bevonden van de hand van Cornelis Saftleven. Bij vier daarvan zou Rubens de figuren voor eigen rekening hebben genomen. Gezien het tekort aan materieel bewijsmateriaal hiervoor, benadrukken zowel Jaffé als Schulz het hypothetische karakter van deze bron. Bovendien lijkt het weinig waarschijnlijk dat het initiatief voor deze samenwerking bij Saftleven zou gelegen hebben. Het prestige dat Rubens genoot tegen het einde van zijn leven lijkt niet verenigbaar met de gedachte dat de meester in onderaanneming werkte voor een beginnend schilder. 
Er zijn echter bijkomende argumenten die in het voordeel spreken van een mogelijke samenwerking. Er is een vroegere inventaris bekend uit 1637 waarin kunsthandelaar Guillaume Forchoudt het heeft over de verkoop van een ‘Stuck van Saechtleven daer Rubbens de beldekens inghemaeckt heeft’.  Dat Cornelis Saftleven overigens geen onbekende was in Vlaanderen blijkt uit de aanwezigheid van verschillende van zijn werken bij Vlaamse kunsthandelaars. Ook de contacten die hij had met Antoon Van Dyck  en David Teniers de Jonge bevestigen zijn reputatie en werden door Hairs aangehaald als rechtvaardiging voor deze eventuele en ongewone samenwerking.

## Saftleven en Teniers
Zeker is wel dat Cornelis Saftleven tegen eind 1634 in Utrecht actief was in het atelier van zijn broer Herman II Saftleven, waar hij meehielp aan de vervaardiging van het familieportret van Godard Van Reede. Rond die tijd zien we dat zowel Herman II, Cornelis als de Antwerpenaar David Teniers de Jonge hun eerste werken vervaardigen in het genre van de boereninterieurs met huisraad. 
Lange tijd waren er misverstanden omtrent de ontwikkeling van het genre. Het was Houbraken die in zijn Groote Schouburgh (1718) al te eenzijdig de rol van Teniers als uitvinder van het genre benaderde en Cornelis als nabootser van Teniers bestempelde. Uit meer recent onderzoek van Schulz is gebleken dat Herman II reeds in 1630 een eerste tekening vervaardigde met de titel Schuurinterieur en bijgevolg als grondlegger van het genre kan worden aanzien. Algemeen wordt aanvaard dat de drie heren rond 1634 elkaars werk moeten hebben gekend. De sterkste aanwijzing hiervoor is wellicht Teniers’ Vanitas-Allegorie, waar hij op de achtergrond een Stalinterieur van de gebroeders Saftleven overneemt. 
Zonder meer moet het contact hebben plaatsgevonden vóór of ten laatste in 1634. Schulz neemt aan dat de drie heren in de loop van 1634 voor een korte maar weliswaar intensieve leerperiode bijeen waren in een (onbekend) Rotterdams atelier. Dat zowel Teniers als Herman II in 1634 reeds een tweetal jaar bedrijvig waren met de uitbouw van een eigen atelierproductie maakt deze stelling weinig plausibel. Het is bovendien geweten dat Teniers algauw een succesvolle atelierproductie had. Dat Cornelis Saftleven – net in die periode in Antwerpen – met een gewaardeerd schilder als Teniers in contact kwam, kan worden gerechtvaardigd. 
Niet enkel de vermaardheid van Rubens’ barokke stijl zal tot de verbeelding van de jonge Rotterdammer hebben gesproken, ook de aantrekkingskracht van het atelier waar verschillende relaties en connecties tot stand kwamen, dient in rekening te worden gebracht.  De onderlinge collegialiteit en de wederzijdse solidariteit tussen de Antwerpse schilders werd, in het bijzonder tussen de families Rubens, Teniers en Brueghel, weleens besloten met een huwelijk.  Zo huwde David Teniers de Jonge in 1637 met Anna Brueghel, die een familieband had met Rubens. De draagkracht van Rubens’ vooraanstaande positie in het Antwerps artistiek milieu vormt dus wellicht de schakel die het werk van Teniers en de gebroeders Saftleven met elkaar verbindt.